# Accursio
Accursio, conosciuto anche come Accorso da Bagnolo e in latino Accursius (Impruneta, 1184 – Bologna, 1263), è stato un giurista e glossatore italiano, rappresentante della scuola di Bologna, allievo di Azzone.
Dei suoi figli furono giuristi anche Francesco, Guglielmo e Cervotto. Gli è stata attribuita anche una figlia, Accursia, ma si tratta probabilmente di una leggenda.

## Opere

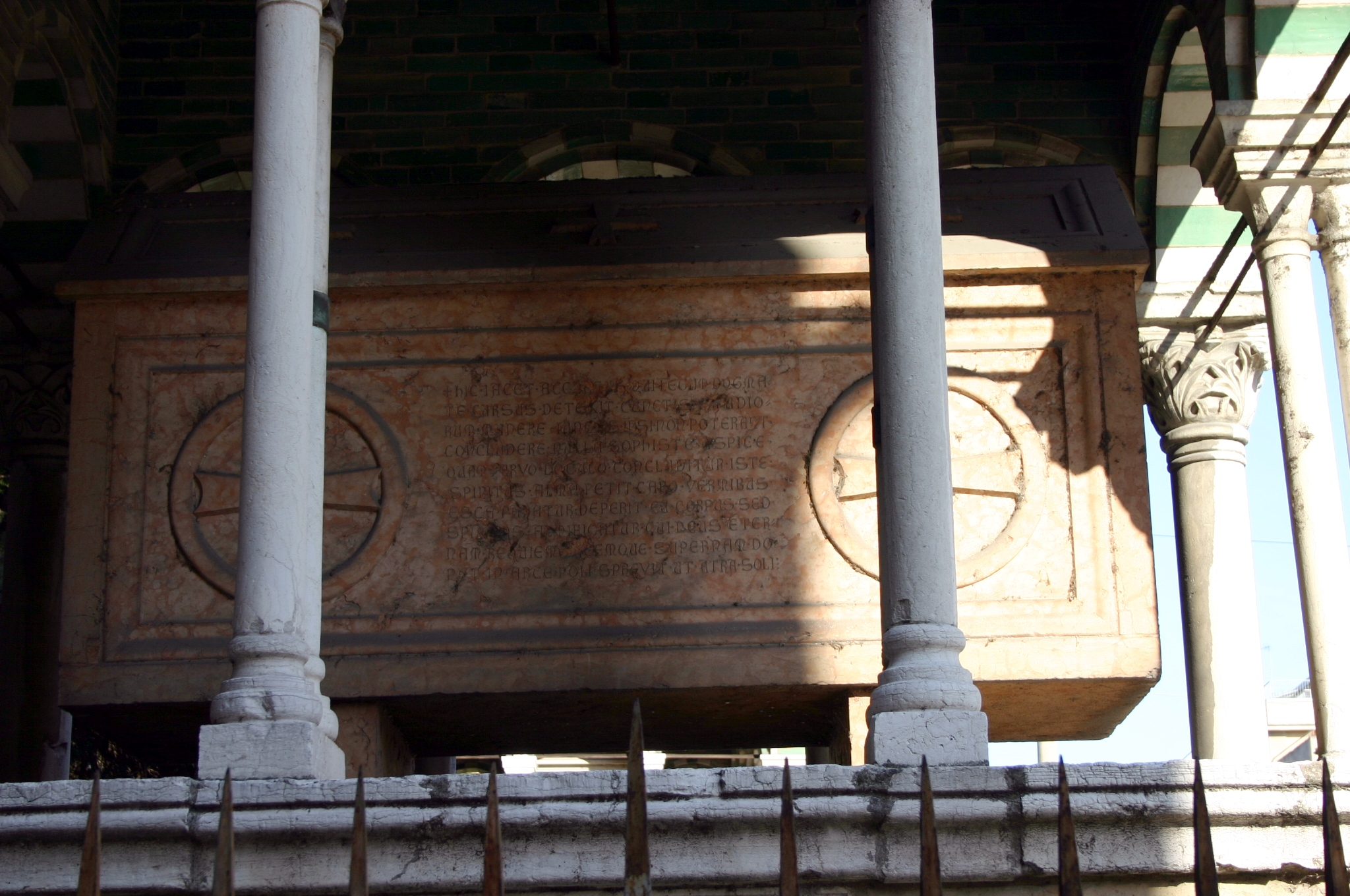
Il sarcofago di Accursio e di suo figlio Francesco d'Accorso, a Bologna.

Fu autore di una raccolta di circa 97 000 glosse, all'intero testo del Corpus iuris civilis, chiamata la Magna glossa, Glossa ordinaria o Glossa magistralis, fondamento del diritto comune europeo. Il lavoro eccezionale compiuto su tutto il corpo del testo costituì la sintesi ideale della scuola bolognese dei glossatori.
Il lavoro di Accursio può essere considerato come una risposta concreta alla crisi che attraversava il movimento in quel periodo: all'incapacità di offrire contributi originali si affiancarono difficoltà di carattere tecnico. Molto spesso, infatti, i testi delle glosse finivano per fondersi al testo originale; in altri casi invece diversi strati di glosse marginali, opera di diversi maestri, finivano per sovrapporsi, rendendo incomprensibile la lettura. Come ci ricorda Azzone, nel proemio alla sua Summa Codicis, in molti casi la giustapposizione di appunti era dovuta alla maggior praticità del metodo, rispetto ad una totale riproduzione dei testi originari.
La Magna glossa è sintesi efficace di tutto il lavoro compiuto nelle scuole italiane dell'XI e XII secolo; tacciata di scarsa originalità, va invece considerata massimamente per la capacità dell'autore di vagliare criticamente un'opera sconfinata, per poi orientarne l'utilizzo e coordinarlo in un unico testo.
Le caratteristiche della Magna Glossa ne decretarono il successo sia negli Studi, che tra i pratici. La sua apparizione è collegata al fenomeno della "Serrata delle Glosse"; gli ultimi spunti vitali del movimento confluirono nella successiva generazione di Commentatori. L'invenzione della stampa a caratteri mobili ne accelerò la diffusione.
In Germania, nel XV secolo, con la creazione del Reichskammergericht (Tribunale camerale dell'Impero, 1495), la glossa ebbe riconoscimento ufficiale, divenendo l'unico strumento di interpretazione del corpus.

### Manoscritti

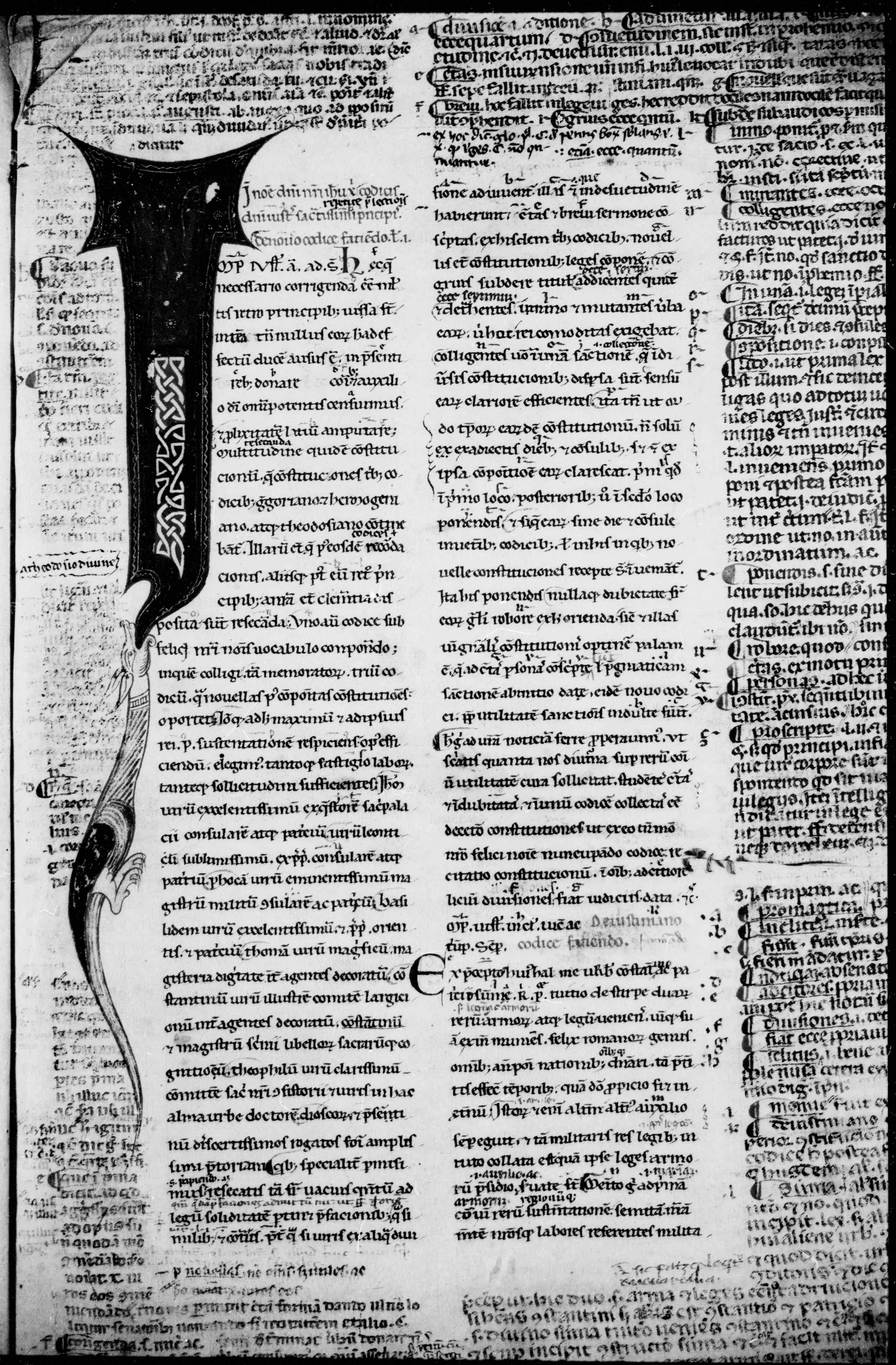
Apparatus ad Codicem, manoscritto, XII secolo. Biblioteca Apostolica Vaticana, Fondo Palatino latino, Pal. lat. 762.

- Apparatus ad Codicem, XII secolo, London, British Library, Royal MS, 9 C XI.
  -  Apparatus ad Codicem, XII secolo, Città del Vaticano, Biblioteca Apostolica Vaticana, Fondo Palatino latino, Pal. lat. 762,  ff. 3ra-225vb.
  -  Apparatus ad Codicem, excerpta, 1201-1239, Huesca, Archivio de la Catedral, Manuscritos, Cod. 57 (antea 24),  ff. 5r-214v.
  -  Apparatus ad Codicem, XIII secolo, Arras, Médiathèque municipale, Fonds ancien, ms. 807 (antea 481),  ff. 1ra-189va.
  -  Apparatus ad Codicem, XIII secolo, Boulogne-sur-Mer, Bibliothèque des Annonciades, Fonds ancien, ms. 114.
  -  Apparatus ad Codicem, excerpta, XIII secolo, Huesca, Archivio de la Catedral, Manuscritos, Cod. 56 (antea 37),  ff. 1r-280v.
  -  Apparatus ad Codicem, XIII secolo, Metz, Médiathèque Verlaine, Fonds manuscrits, MS 72,  pp. 5-465.
- Apparatus ad Codicem, 1292, Lyon, Bibliothèque municipale, Manuscrits, Ms 373,  ff. 3r-280r.
  -  Apparatus ad Codicem, XIII secolo, Giessen, Universitätsbibliothek, Handschriften, 944 (antea B.S. 102).
- Apparatus ad Digestum vetus, XIII secolo, Città del Vaticano, Biblioteca Apostolica Vaticana, Fondo Ottoboniano latino, Ottob. lat. 1605.
  -  Apparatus ad Digestum vetus, XIII secolo, Olomouc, Zemský archiv v Opavě, pobočka Olomouc, Rukopisy, C.O. 46.
  -  Apparatus ad Digestum vetus, XIII secolo, Olomouc, Zemský archiv v Opavě, pobočka Olomouc, Rukopisy, C.O. 265.
- Apparatus ad Digestum novum, XII secolo, Ivrea, Biblioteca Capitolare, Fondo manoscritti, Ms. LXXXIX (63),  ff. 1-217r, 227r-239v.
  -  Apparatus ad Digestum novum, XII secolo, Berlin, Staatsbibliothek zu Berlin Preußischer Kulturbesitz, Manuscripta latina, Ms. lat. fol. 837.
  -  Apparatus ad Digestum novum, XIII secolo, London, British Library, Arundel MS, Arundel MS 453.
  -  Apparatus ad Digestum novum, XIII-XIV secolo, Jena, Thüringer Universitäts- und Landesbibliothek, Handschriften, Electoralis Fol. 53,  ff. 1-266.
- Apparatus ad Institutiones, 1259, Karlsruhe, Badische Landesbibliothek, Handschriften, Aug. perg. 159,  ff. 1-50v.
  -  Apparatus ad Institutiones, XIII secolo, København, Det Kongelige Bibliotek, Manuskripter, Gl. kgl. sml. 396 2°,  ff. 1-52v.
  -  Apparatus ad Institutiones, XIII secolo, Kiel, Universitätsbibliothek, Handschriften, Cod. ms. KB 156.
  -  Apparatus ad Institutiones, XIII secolo, Mainz, Wissenschaftliche Stadtbibliothek, Handschriften, Hs I 476,  ff. 1-63.
  -  Apparatus ad Institutiones, XIV secolo, Paris, Bibliothèque Nationale de France, Fonds latin, Lat. 4430.
- Apparatus ad Libros feudorum, XIII secolo, Angers, Bibliothèque municipale, Fonds ancien, ms. 381 (antea 368),  ff. 93-115.
  -  Apparatus ad Libros feudorum, XIV secolo, Halle, Universitäts- und Landesbibliothek Sachsen-Anhalt, Handschriften, Ye fol. 24.

Manoscritti
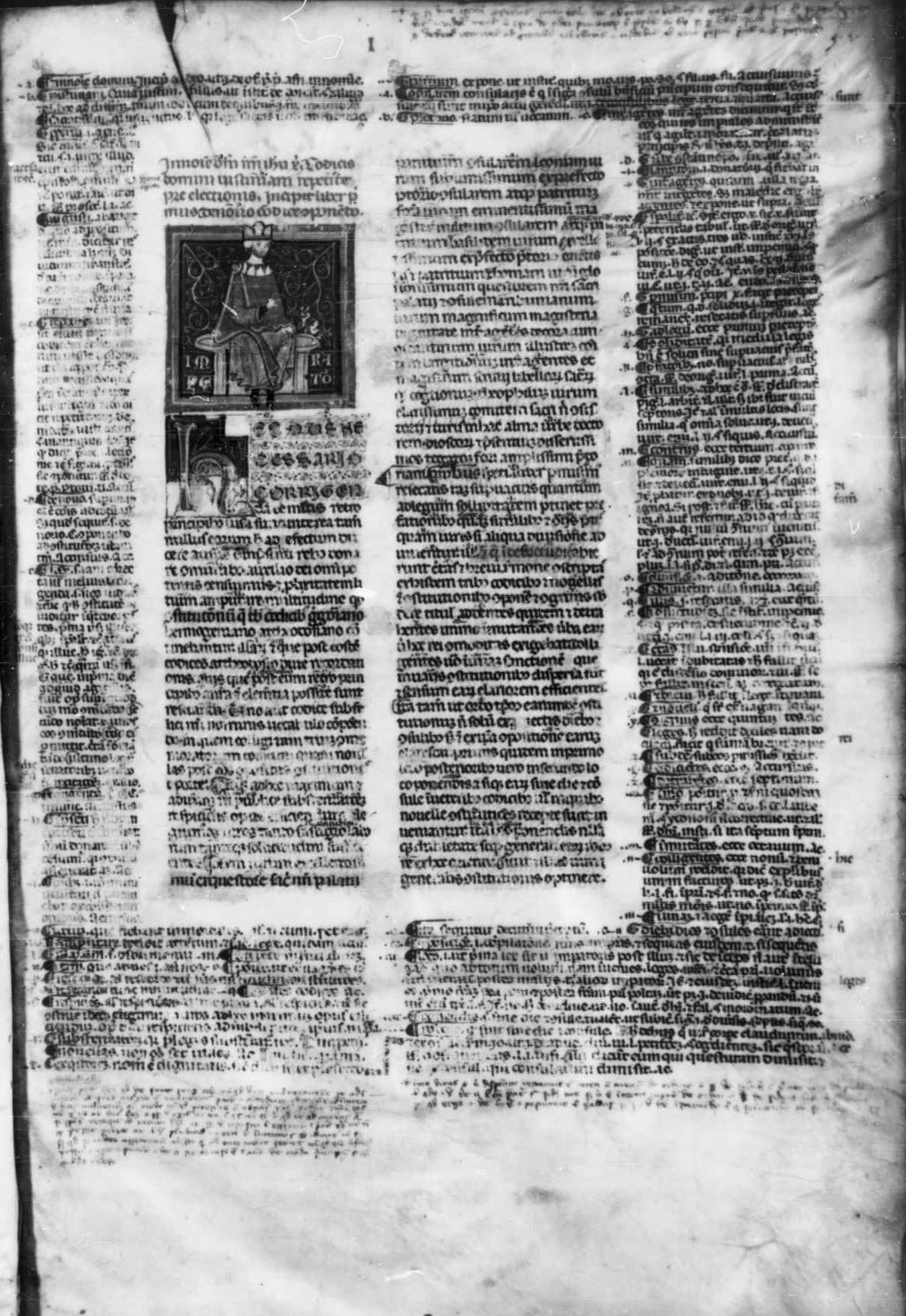
Apparatus ad Codicem, 1292
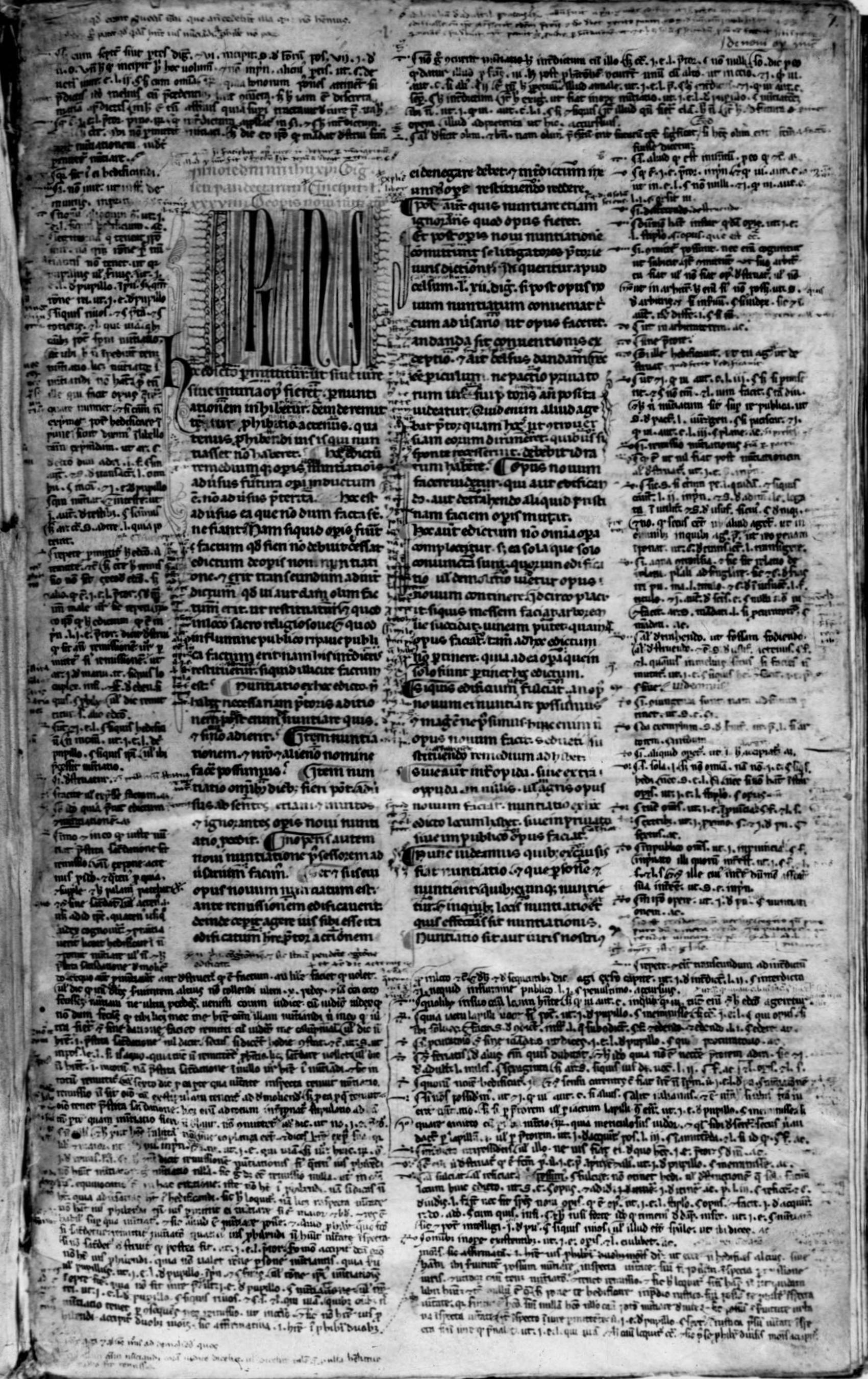
Apparatus ad Digestum novum, XIII-XIV secolo
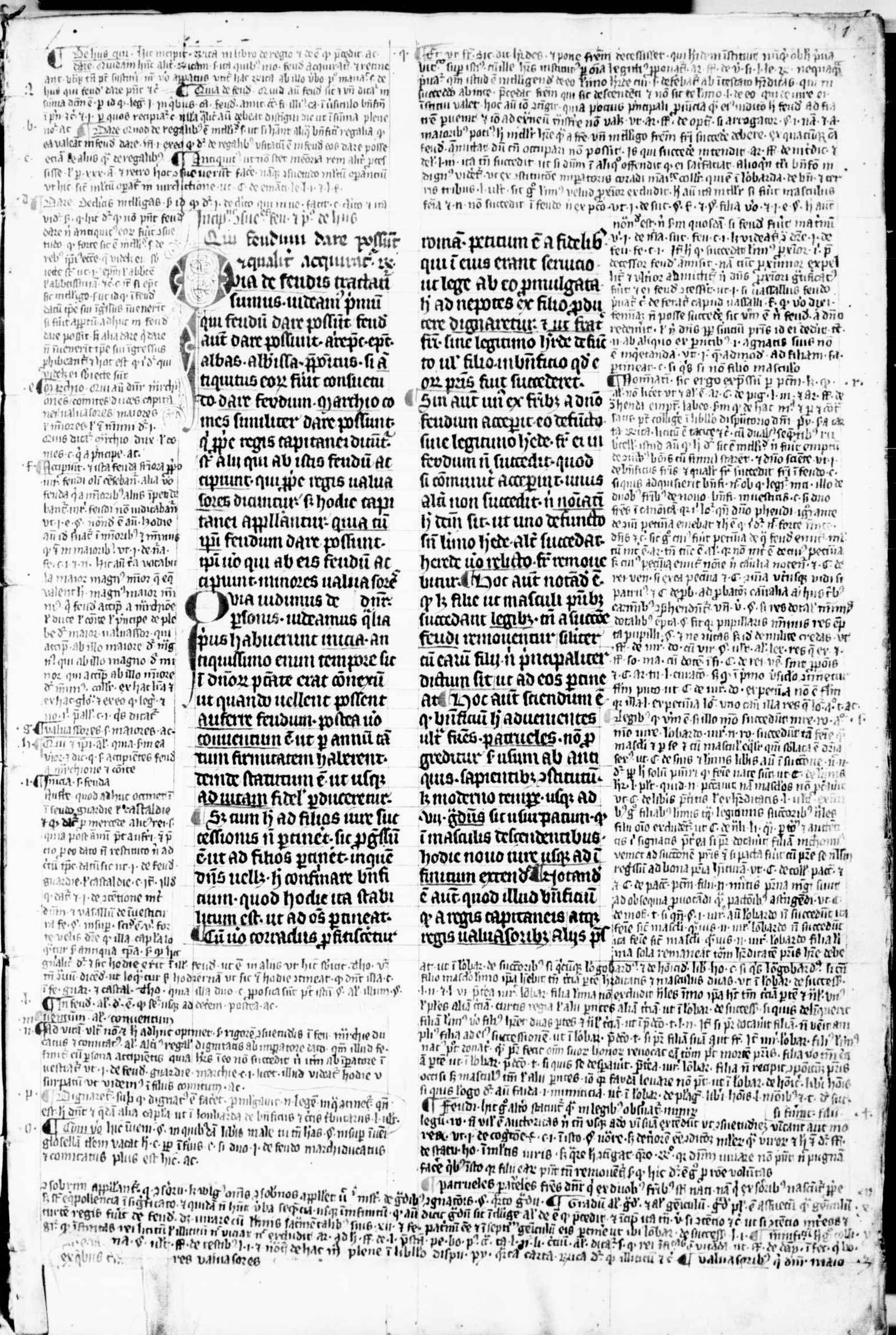
Apparatus ad Libros feudorum, XIV secolo

## Galleria d'immagini

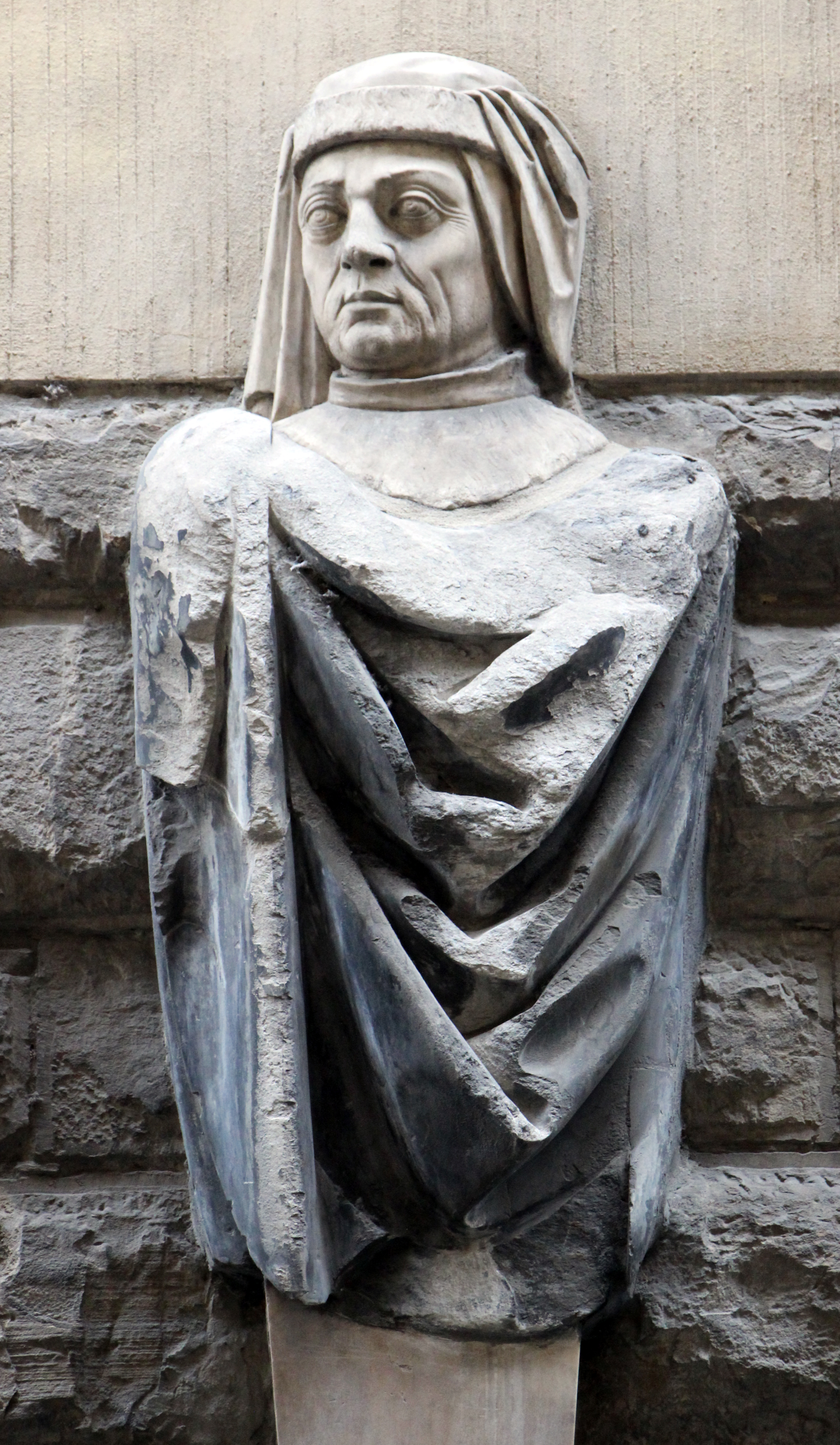
Erme di Accursio sul Palazzo dei Visacci a Firenze
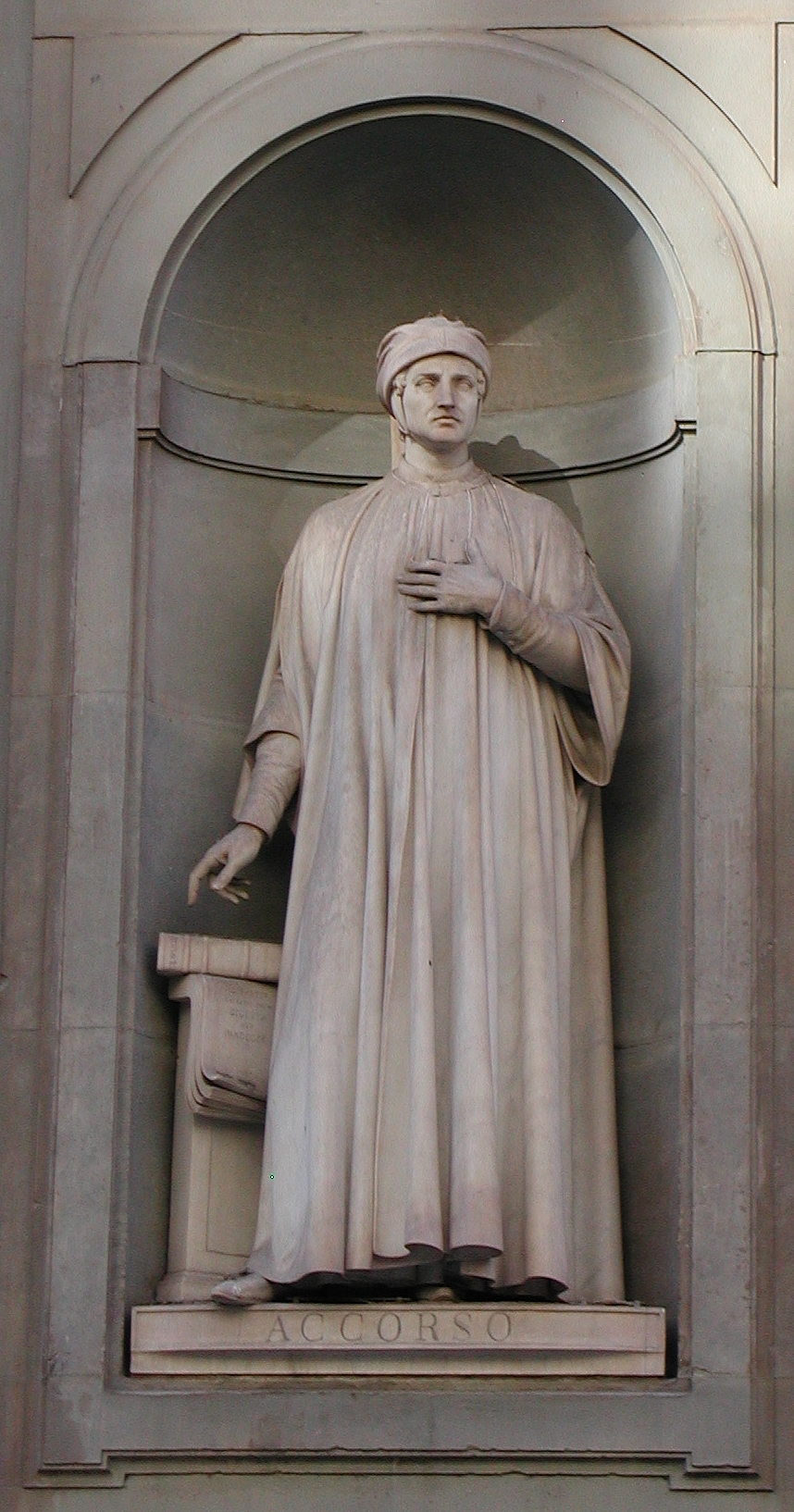
La statua di Accorso, nel piazzale degli Uffizi, Firenze
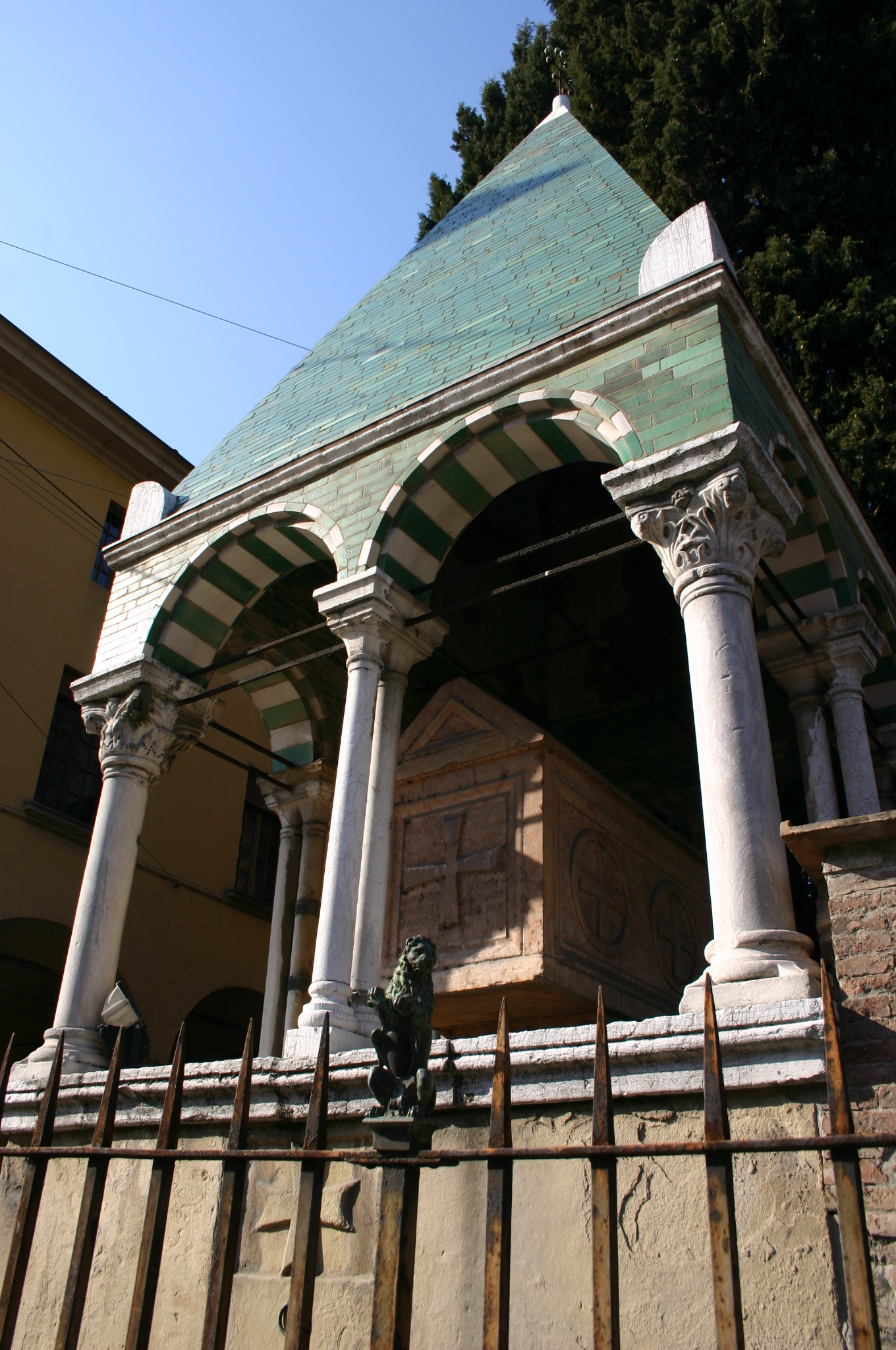
Arca di Accursio e del figlio Francesco presso la basilica di San Francesco a Bologna